# Capatárida (Venezuela)
Pour les articles homonymes, voir Capatarida.
Capatárida est une ville de l'État de Falcón au Venezuela, capitale de la paroisse civile de Capatárida et chef-lieu de la municipalité de Buchivacoa. En 2007, la population est estimée à 5 500 habitants[réf. nécessaire].

## Sources
- (es) Cet article est partiellement ou en totalité issu de l’article de Wikipédia en espagnol intitulé « Capatárida » (voir la liste des auteurs).